# سه کره
سه کره، روستایی از توابع بخش دوره چگنی شهرستان خرم‌آباد در استان لرستان ایران است.

## جمعیت
این روستا در دهستان دوره قرار دارد و براساس سرشماری مرکز آمار ایران در سال
،جمعیت آن170 نفر (45خانوار) بوده‌است
بیشتر جمعیت روستا به دلیل شغل و کمبود امکانات به شهر های بزرگ مهاجرت کردند .
روستا از امکانات بسیار کمی برخوردار است که افراد به خاطر استفاده از امکانات پایین مجبور هستند به روستا های اطراف یا مرکز شهرستان مراجع کنند